# Ricardo Gastón del Carmen Labougle Carranza
Ricardo Gastón del Carmen Labougle Carranza (* 29. August 1894 in Buenos Aires; † 1981) war ein argentinischer Diplomat.

## Leben
Ricardo de Labougle war der Sohn von Luisa Carranza Mármol und Adolfo Labougle Lagraña (1858–1926). Zu seinen 10 Geschwistern gehörten Eduardo Labougle Carranza und Raúl de Labougle Carranza. Er studierte Rechtswissenschaft an der Universidad de Buenos Aires. Er heiratete am 15. November 1927 Ema María Guillermina Frers Nicholson (* 1873). Von 1939 bis 1942 hatte er eine Professur für Rechtswissenschaft an der Universidad de Buenos Aires. Am 15. Oktober 1943 war Alfredo Lorenzo Palacios Mitunterzeichner eines Manifestes für „effektive Demokratie“ und „amerikanische Solidarität“, die Militärregierung löste ihn daraufhin durch Ricardo Labougle als Rektor der Universidad Nacional de La Plata (UNLP) ab. Dieser erklärte 1944 bei Auseinandersetzungen auf dem Campus der Universität das Semester für beendet.
Von 1946 bis 1950 war er argentinischer Botschafter in London. In seine Amtszeit fiel die Gira del arco iris, bei der sich Elizabeth Bowes-Lyon weigerte, Eva Perón zu empfangen.
| Vorgänger                | Amt                                                            | Nachfolger                    |
| ------------------------ | -------------------------------------------------------------- | ----------------------------- |
| Alfredo Lorenzo Palacios | Rektor der Universidad Nacional de La Plata 1944               | Benjamin Villegas Basavilbaso |
| Manuel Ernesto Malbrán   | Argentinischer Botschafter im Vereinigten Königreich 1946–1950 | Carlos Alberto Hogan y Costa  |